# The Gerber Syndrome: il contagio
The Gerber Syndrome: il contagio è un film horror italiano del 2011 scritto e diretto da Maxi Dejoie. Il film, che è stato proiettato in anteprima mondiale allo Sci Fi London, è stato girato sullo stile del falso documentario.

## Trama
Il film vuole rappresentare un documentario su un virus pandemico che si sta diffondendo rapidamente in Italia. Si viene a scoprire infatti che un nuovo virus tiene in scacco l'Europa: decisamente peggiore dell'influenza aviaria e di tutte le altre pandemie che hanno allarmato le organizzazioni sanitarie mondiali, il morbo di Gerber è una malattia a metà tra un'influenza e l'AIDS. Scoperto in Germania nel 2008 e ormai diffuso in tutto il mondo, si contrae entrando in contatto con sangue o saliva infetta e si manifesta con una febbre molto alta e alterazione del sistema nervoso, che rende molto aggressivo chi subisce il contagio. Ma ben presto la sindrome di Gerber rende gli esseri umani simili a zombie.